# Sciadopityaceae
Sciadopityaceae is een botanische naam, voor een familie van coniferen. Een familie onder deze naam wordt pas de laatste tijd algemeen erkend door plantentaxonomen; het gaat dan om een familie met één geslacht en één soort, de Japanse parasolden (Sciadopitys verticillata).
Eerder werd deze soort wel ingedeeld bij de Taxodiaceae.